# Cinemaware
Cinemaware è stata un'azienda statunitense attiva nel settore dello sviluppo e della produzione di videogiochi. Fu fondata nel 1985 presso Burlingame e pubblicò diversi titoli molto popolari negli anni ottanta. Fu la prima azienda a proporre uno stile dichiaratamente ispirato al mondo del cinema.
Fallita nel 1992, la Cinemaware è stata rifondata nel 2000 per poi essere acquisita da eGames nel 2005.

## Cinemaware Corp. (1985-1992)
Cinemaware venne fondata nel 1985 dai coniugi Robert e Phyllis Jacob. In precedenza Robert, rappresentante di informatica, si era avvicinato all'industria videoludica nel 1983, intrecciando rapporti con grandi aziende statunitensi, poi aveva collaborato con la compagnia australiana Island Software.
Il primo titolo della compagnia fu il celebre Defender of the Crown, un'avventura strategica medievale divenuta una killer application per l'Amiga 500. La sua natura multievento che spazia su diversi generi e lo stile cinematografico divennero il marchio di fabbrica dei giochi della Cinemaware. In seguito infatti si puntò sempre a mescolare efficacemente sequenze narrative abbastanza articolate con minigiochi d'azione, ad esempio sparatutto o platform. Alla varietà di gioco si univa anche un aspetto grafico molto notevole, sia nel dettaglio sia nel taglio "registico". Defender of the Crown offriva una grafica stupefacente per l'epoca, resa possibile da investimenti altrettanto insoliti. I giochi Cinemaware finirono per fissare nuovi standard economici per i titoli ad alto budget.
Grazie agli incassi di Defender of the Crown, Cinemaware cominciò a sfornare una serie di successi, ognuno basato su una diversa ambientazione, tra cui The King of Chicago ispirato ai classici film di mafia anni '70, Sinbad and the Throne of the Falcon in stile salgariano, Lords of the Rising Sun sul Giappone feudale. Il fantapolitico Rocket Ranger fu una delle produzioni più costose nella storia degli home computer e un grande successo di vendite. Seguì l'altrettanto notevole It Came from the Desert, ispirato ai film di mostri anni '50.
I giochi erano prodotti prevalentemente per computer. Generalmente la prima versione a vedere la luce era quella dell'Amiga, che poteva vantare la potenza grafica maggiore, in seguito i titoli venivano convertiti per le altre piattaforme in auge all'epoca come l'Apple IIGS, l'Atari ST, il Commodore 64, il PC (per DOS) e il Nintendo Entertainment System (NES).
Nel frattempo Cinemaware si cimentò anche nella produzione di una serie sportiva dal titolo TV Sports che diede un contributo importante al suo genere. Caratteristico di questi titoli fu il taglio da trasmissione televisiva, che in seguito sarebbe diventato cavallo di battaglia del colosso Electronic Arts; l'impatto scenografico di classici come TV Sports: Football e TV Sports: Basketball era rafforzato ad esempio da cronache giornalistiche, caratterizzazione del pubblico e reazioni emotive degli atleti.
A fine anni '80 Cinemaware fondò l'etichetta secondaria Spotlight Software, allo scopo di pubblicare in America alcuni giochi europei, tra cui Speedball e Total Eclipse.
Nonostante i molti titoli di grande impatto, il marchio declinò piuttosto improvvisamente, totalizzando solo sette anni di attività. La Cinemaware fallì nel 1992 per varie ragioni, tra cui la pirateria informatica dilagante su home computer, che rendeva difficile recuperare gli enormi investimenti, e il potenziamento della concorrenza. Il colpo di grazia fu una tentata acquisizione della compagnia da parte della Electronic Arts, che però all'ultimo momento rinunciò. L'ultimo titolo, TV Sports: Baseball, risentì delle vicissitudini economiche finali dell'azienda, tanto da apparire incompleto.

### Videogiochi pubblicati
- Defender of the Crown (1986, Apple IIGS, Amiga, Atari ST, Commodore 64, NES, ZX Spectrum, Amstrad CPC, DOS, Macintosh)
- S.D.I. (1986, Amiga, Atari ST, Amstrad CPC, Commodore 64, ZX Spectrum, DOS, Macintosh)
- The King of Chicago (1987, Apple IIGS, Amiga, Atari ST, DOS, Macintosh)
- Sinbad and the Throne of the Falcon (1987, Apple IIGS, Amiga, Atari ST, Commodore 64, DOS)
- The Three Stooges (1987, Apple IIGS, Amiga, Commodore 64, DOS, NES)
- Rocket Ranger (1988, Apple IIGS, Amiga, Commodore 64, DOS, NES)
- TV Sports: Football (1988, Amiga, Atari ST, Commodore 64, DOS)
- Lords of the Rising Sun (1988, Amiga, Atari ST, DOS)
- It Came from the Desert (1989, Amiga, Atari ST, Mega Drive, PC Engine, DOS)
- TV Sports: Basketball (1990, Amiga, DOS)
- Antheads: It Came From the Desert II (1990, Amiga)
- Wings (1990, Amiga)
- TV Sports: Boxing (1991, Amiga, DOS)
- TV Sports: Baseball (1992, Amiga, DOS)

## Cinemaware Inc. (2000-2005) e successive
La compagnia rinacque nel 2000 e sviluppò nuove versioni dei suoi titoli più popolari, aggiornati per Windows e per Macintosh. Chiamati "Digitally Remastered", questi giochi condividono lo stesso gameplay degli originali, ma con grafica aggiornata. Inoltre convertì alcuni dei suoi classici per i sistemi portatili come il Game Boy Advance. Sul loro sito web vennero messe a disposizione come freeware delle immagini dei dischi dei loro titoli originali da utilizzare con un emulatore, mentre altri sono emulati tramite Shockwave.
La nuova Cinemaware sviluppò inoltre Robin Hood: Defender of the Crown (2003), una moderna versione del suo classico, con risultati modesti.
Nel 2005 il marchio e le proprietà intellettuali della Cinemaware furono acquisiti dalla eGames Inc., allora una compagnia affermata nel campo dell'edutainment. L'azienda dichiarò più volte di voler rilanciare molti dei classici Cinemaware, ma il marchio si ridusse di fatto a un'etichetta sotto la quale uscirono titoli di poca rilevanza mediatica.
Il 5 gennaio 2006 eGames annunciò anche il lancio di Cinemaware Marquee, un'etichetta affiliata che sarebbe stata usata per pubblicare in Nordamerica giochi innovativi di sviluppatori indipendenti di tutto il mondo, rivolgendosi alla fascia alta dei giochi per PC. Cinemaware Marquee rimase brevemente in attività, pubblicando 5 titoli editi originariamente da altre aziende.
Il marchio Cinemaware principale è rimasto attivo a lungo, in buona parte pubblicando titoli legati ai vecchi successi. Nel 2013, tramite campagna di crownfunding sul sito Kickstarter, Cinemaware ha dato l'avvio del progetto Wings Remastered Edition, concluso con successo e pubblicazione del videogioco nel 2014. Nel 2015 sempre su Kickstarter è partita la campagna, conclusa con successo, per pubblicare Rocket Ranger Reloaded.
Nel 2014, sulla piattaforma digitale Steam, è stata pubblicata la raccolta Cinemaware Anthology: 1986-1991 per Windows, comprendente 13 titoli giocabili (in pratica tutti i giochi Cinemaware storici tranne The Three Stooges) in emulazione della versione Amiga e/o MS-DOS.
I diritti sul marchio Cinemaware e sui titoli classici sono stati acquisiti dalla Starbreeze Studios nel 2016.

### Videogiochi pubblicati
- Robin Hood: Defender of the Crown (2003, PS2, Xbox, Windows)
- Defender of the Crown (2002, GBA)
- The Three Stooges (2002, GBA, PlayStation)
- Defender of the Crown: Digitally Remastered Edition (Windows, Macintosh)
- The Three Stooges: Digitally Remastered Edition (2002, Windows, Mac)
- Wings: Digitally Remastered Edition (Windows, Mac)
- Wings (2003, GBA)
- High Rollers Casino (2004, PS2, Xbox)
- Wizard's War Chest, raccolta di Etherlords, Etherlords II, Evil Islands (2006, Windows)
- Deer Drive (2007, Windows)
- Defender of the Crown: Heroes Live Forever (2007, Windows)
- Space Rangers 2: Reboot, espansione (2008, Windows)
- Wings! Remastered edition 2014 (2014, Windows, Android, iOS)
- Cinemaware Anthology: 1986-1991 (2014, Windows)
- Rocket Ranger Reloaded (2015, Windows, Android, iOS)
- Rocket Ranger Extended Collector's Edition (2018)

Videogiochi della Cinemaware Marquee:
- Space Rangers 2: Dominators (2005, Windows)
- Buccanneer's Bounty (2006, Windows)
- Darwinia (2006, Windows)
- Moscow to Berlin: Red Siege (2006, Windows)
- Neighbours from Hell: On Vacation (2006, Windows)